# Helena Tynell

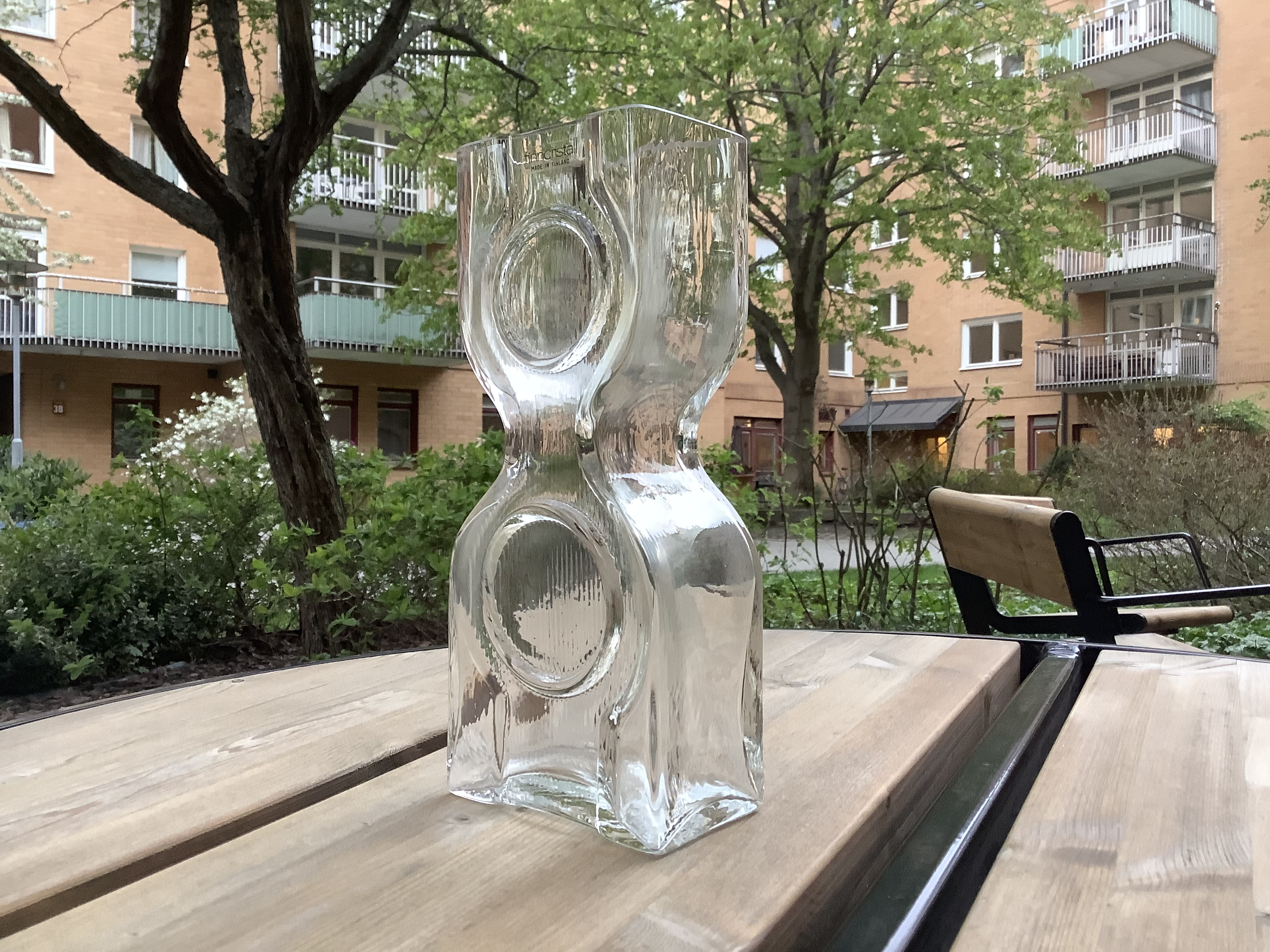
Golvuret (finska: Kaappikello) producerades för Riihimäki glasbruk 1966-1969 i olika storlekar och färger.

Hellin Helena Tynell, född Turpeinen 10 december 1918 i Äänekoski, död 18 januari 2016 i Tusby, var en finländsk formgivare. 
Helena Tynell utexaminerades 1943 från Centralskolan för konstflit i Helsingfors. Åren 1943–1946 arbetade hon med keramikformgivning vid Arabia. Parallellt med detta och fram till 1953 arbetade hon också med belysning vid Taito Oy. Mellan 1946 och 1976 var hon en av de tongivande formgivarna vid Riihimäen Lasi. Hon frilansade också för företag som Flygsfors glasbruk, Bega Leuchten, Glashütte Limburg (båda i Tyskland) samt för Fostoria Glass i USA.
Hon var gift med formgivaren Paavo Tynell (1890–1973).
Tynell finns representerad vid Nationalmuseum i Stockholm.

## Utmärkelser
- Vuoriopriset 1943
- Design Associate, American Institute of Interior Designers 1963
- Die gute Industrieform 1967,1968
- Tuusulapriset 1993